# Aequat omnes cinis
La locuzione è di Lucio Anneo Seneca, riportata nelle Epistulae morales ad Lucilium (XCI, 16):
Non est quod nos tumulis metiaris et his monumentis quae viam disparia praetexunt: aequat omnes cinis. Inpares nascimur, pares morimur.
che tradotto significa:
Non è che ci si può giudicare dalle svariate tombe e monumenti funebri che adornano le strade: la cenere appaia tutti. Nasciamo diversi, eguali moriamo.
Seneca invita Lucilio a non giudicare il valore delle persone tumulate in base alla magnificenza delle lapidi che si incontravano presso i cigli delle strade.